# Scepomycter winifredae
Scepomycter winifredae é uma espécie de ave da família Cisticolidae.
Apenas pode ser encontrada na Tanzânia.
Os seus habitats naturais são: regiões subtropicais ou tropicais úmidas de alta altitude.
Está ameaçada por perda de habitat.